# Jack Gelber
Jack Gelber (* 12. April 1932 in Chicago, Illinois; † 9. Mai 2003 in New York, New York) war ein US-amerikanischer Dramatiker.
Bekannt wurde Gelber durch das Stück The Connection (1960, dt.: Konnex), welches in New York vom Living Theatre aufgeführt wurde. Er war auch an der Verfilmung als Drehbuchautor beteiligt, die 1961 erschien.

## Werke
Theaterstücke
- The Connection (1960, dt.: Konnex)
- The apple (1961, dt.: Der Apfel)
- Let’s face it, square in the eye (1966, dt.: Machen wir uns doch nichts vor!)
- The Cuban thing (1968, dt.: Die Sache mit Kuba)
- Sleep (1972)
- Rehearsal (1976)
- Starters (1980)

Roman
- On ice (1964)